# Sách Thủ Lãnh
Sách Thủ lãnh hay còn gọi là sách Thẩm phán (tiếng Do Thái: ספר שופטים) là một cuốn sách thuộc Kinh thánh Do Thái và Cựu Ước. Tên gọi đã cho biết nội dung của nó, Thủ lãnh viết về các thủ lãnh trong của dân Israel trong lịch sử, đóng vai trò là người giúp đỡ, phân minh và hướng dẫn các quy tắc theo phán quyết từ Thiên Chúa qua những lần Chúa can thiệp trong dân. Ngoài ra, sách này còn viềt về thời kỳ 200 năm đầu ở vùng đất mới chiếm, Israel còn sống theo bộ lạc, chưa lập quốc gia. Israel phải đấu tranh để sinh tồn, phải trải qua nhiều thử thách trong đức tin để trung thành với Thiên Chúa.

## Liên Kết
- Trích dẫn liên quan tới Sách Các Quan Xét tại Wikiquote
- Tác phẩm liên quan đến Các quan xét tại Wikisource
- SÁCH THỦ LÃNH (Nhóm Phiên dịch CGKPV) - Ủy ban Kinh Thánh, Hội đồng Giám mục Việt Nam
- Sách Các Quan Xét - Thư Viện Tin Lành.